# Die Senatorwahl
Die Senatorwahl ist ein deutscher Detektivfilm aus dem Jahre 1916 der Filmreihe Stuart Webbs.

## Handlung
Zwei Männer, Hauston Briarfield und Jack Neville, stehen in harter Konkurrenz um die Wahl eines freiwerdenden Senatorenposten. Briarfield ist der Stiefbruder der Verlobten Nevilles, Oliva. Einst hatte er ein Testament unterschlagen und die Sängerin damit um ihr Erbe betrogen. Daraufhin kommt ein dritter Mann ins Spiel.
Es handelt sich dabei um eine finstere Existenz namens Sprague. Dieser weiß von Briarfields Unterschlagung und erpresst ihn damit. Wenn Briarfield ihm nicht das gesamte Erbe überlasse, werde er dafür sorgen, dass alles herauskommt, und er könne dann all seine politischen Ambitionen begraben. Ein Fall für Stuart Webbs: Er entlarvt beide Schurken, rettet Olivas Erbschaft und sorgt dafür, dass Briarfield auf das Senatorenamt zugunsten Nevilles verzichtet.

## Produktionsnotizen
Die Senatorwahl ist der 14. Film dieser Reihe und wurde im Stuart Webbs-Film-Atelier in Berlin-Weißensee gedreht. Nach dem Passieren der Zensur im Dezember 1916 wurde er mit Jugendverbot belegt und im darauf folgenden Monat im Marmorhaus zu Berlin uraufgeführt. In Österreich-Ungarn (Wien) lief Die Senatorwahl am 31. August 1917 als Vierakter mit einer Länge von vier Akten auf etwa 1450 Metern an.

## Kritik
In Paimann’s Filmlisten ist zu lesen: „Stoff und Spiel sehr gut, Photos und Szenerie gut.“